# Тулата
Тулата́ (рос. Тулата) — село у складі Чаришського району Алтайського краю, Росія.

## Населення
Населення — 755 осіб (2010; 996 у 2002).
Національний склад (станом на 2002 рік):
- росіяни — 97 %